# Verpulus curvitarsus
Verpulus curvitarsus is een hooiwagen uit de familie Sclerosomatidae.